# Smykové ochabnutí

Změna průběhu napětí na komorovém nosníku způsobená klasickým smykovým ochabnutím

Průběh napětí způsobený negativním smykovým ochabnutím

Průběh napětí způsobený supernegativním smykovým ochabnutím

Smykové ochabnutí (také ochabnutí smykem) je jev, který vzniká v důsledku smykových deformací vodorovných desek nosníků v jejich vlastní rovině. V důsledku smyku dochází k deplanaci průřezu a smykové ochabnutí se projeví nerovnoměrným rozdělením podélného normálového napětí napříč deskou. Jev se týká především komorových průřezů, štíhlých ocelových nosníků a spřažených ocelobetonových nosníků.

## Druhy smykového ochabnutí
Rozlišujeme tyto druhy smykového ochabnutí:
1. klasické – k největšímu ochabnutí dochází na okrajích desek a uprostřed rozpětí mezi stojinami. To se děje u prostých nosníků a u nosníků spojitých v jejich převážné délce
2. negativní – k největšímu ochabnutí dochází nad stojinami. To se stane v případu konzolových komorových nosníků (např. u stavebních stavů mostů při výsunu či při letmé betonáži). Také k němu dochází poblíž inflexních bodů spojitých nosníků.
3. supernegativní – jedná se o typ negativního smykového ochabnutí, při kterém nabývá normálové napětí v ochablé části desky opačného znaménka.

## Spolupůsobící šířka
Pro zjednodušení výpočtu se může zavést spolupůsobící šířka. To je ale možné pouze u případů s klasickým smykovým ochabnutím. Spolupůsobící šířka se určí jako podíl z délky L0, ta je definována jako vzdálenost mezi body s nulovým ohybovým momentem na nosníku. Pomocí spolupůsobící šířky se nahradí obecný spojitý průběh napětí po šířce oblastmi s plným konstantním normálovým napětím a oslabenými částmi, které se do výpočtu nezahrnou. Pro tento oslabený průřez se dále spočítají redukované statické veličiny (plocha průřezu, moment setrvačnosti, průřezový modul) a v další analýze se počítá pouze s nimi.
Toto zjednodušení nelze mechanicky aplikovat na všechny nosníky, je důležité vědět, jestli v daném průřezu opravdu působí posouvající síla, která způsobuje smykové namáhání. Pro případy negativního ochabnutí smykem je vhodnější použít pokročilé metody analýzy.

## Důsledky
Smykové ochabnutí vede ke zvýšení průhybů a ke změně staticky neurčitých veličin